# Изместьев, Эдуард Анатольевич
Эдуа́рд Анато́льевич Изме́стьев (род. 25 апреля 1971 года, Кизел, Пермская область) — российский исполнитель песен, гитарист, композитор, аранжировщик, звукорежиссёр, саунд-продюсер. До февраля 2014 года выступал в образе Андрея Бандеры. Пятикратный обладатель премии «Шансон года».

## Биография
Родился 25 апреля 1971 года в шахтёрском городке Кизел Пермской области, второй ребёнок в семье: был брат - Виктор. В школьное время занимался музыкой - играл на барабанах. 
В 1985 году поступил в Кизеловский горный техникум. В 1987 - организовал свою музыкальную группу «Атлантис»

## Дискография

### Номерные альбомы
- 2007 — «Потому что люблю»[2]
- 2009 — «Не любить невозможно»[3]
- 2011 — «Прикосновение»[4]
- 2014 — «Зачарованное сердце»[5]
- 2017 — Чтобы хотелось жить…
- 2021 — Любовь всегда права

### Совместные проекты
- 2009 — Андрей Бандера и Рада Рай — Музыкальная история о любви

Участие в концертах и премии:
- 2006 — «Клён» — Эхх, Разгуляй.
- 2007 — «Соловьи» и «А помнишь» — Эхх, Разгуляй.
- 2007 — «Голуби» — премия «Шансон Года».
- 2008 — «Метелица» и «Поля России» — премия «Шансон Года».
- 2008 — «Ты лети моя душа» (дуэт с Радой Рай) — Эхх, Разгуляй.
- 2009 — «Любимая» — Эхх, Разгуляй.
- 2009 — «Ты лети моя душа» (дуэт с Радой Рай) — премия «Шансон Года».
- 2010 — «Незнакомка» — премия «Шансон Года».
- 2011 — Сольный концерт в Кремле «Прикосновение».
- 2011 — «Хулиган» — премия «Шансон Года».
- 2012 — «Шереметьево» — Эхх, Разгуляй.
- 2013 — «Жемчужина» — выступление на «Славянском базаре в Витебске».
- 2013 — «Хулиган» — премия «Благослови меня, матушка».
- 2013 — «Окольцованная птица» — Эхх, Разгуляй.
- 2014 — «Се ля ви» и «Не летай беда вокруг» — выступление на «Славянском базаре в Витебске».
- 2015 — «Весна летела» и «О ней» — выступление на «Славянском базаре в Витебске».
- 2017 — «Такая как дождь» — выступление на «Славянском базаре в Витебске».
- 2020 — «Еще не вечер» — выступление на «Славянском базаре в Витебске».
- 2023 — «Любимая» — выступление на «Славянском базаре в Витебске».